# Зимэн, Жаклин
Жаклин Зимэн (англ. Jacklyn Zeman; 6 марта 1953, Энглвуд, Нью-Джерси — 9 мая 2023, Таузанд-Окс, Калифорния) — американская актриса мыльных опер. Зимэн наиболее известна благодаря своей роли злодейки Барбары «Бобби» Спенсер в дневной мыльной опере «Главный госпиталь». Она снималась в шоу с 1977 по 2010 год, а в 2013 году вернулась к своей роли в честь пятидесятилетия мыльной оперы.

## Биография
Родилась в Энглвуде, Нью-Джерси в семье еврейского происхождения. Получила первую национальную известность благодаря роли Ланы Макклейн в мыльной опере «Одна жизнь, чтобы жить», после чего и присоединилась к сестринскому мылу «Главный госпиталь», где снималась на протяжении десятилетий. За роль в «Главном госпитале», Зимэн четырежды номинировалась на Дневную премию «Эмми», в том числе и единожды в категории за лучшую женскую роль в драматическом сериале в 1998 году. За эту роль она также получила приз Дайджеста мыльных опер как лучшая злодейка. Также как и её персонаж, она несколько раз была замужем и имеет двоих детей.
Скончалась 9 мая 2023 года в больнице и медицинском центре Лос-Роблес в Таузанд-Окс, Калифорния, после непродолжительной борьбы с раком в возрасте 70 лет.

## Мыльные оперы
- На пороге ночи (1976)
- Одна жизнь, чтобы жить (1976—1977)
- Главный госпиталь (1977—2010, 2013)